# Nonea embergeri
Nonea embergeri är en strävbladig växtart som först beskrevs av Charles Philippe Félix Sauvage och Vindt, och fick sitt nu gällande namn av Selvi, Bigazzi, Hilger och Papini. Nonea embergeri ingår i släktet nonneor, och familjen strävbladiga växter. Inga underarter finns listade i Catalogue of Life.